# Road to Rupert
"Road to Rupert" is aflevering 89 van de Amerikaanse animatieserie Family Guy. Deze aflevering werd aldaar voor het eerst uitgezonden op 28 januari 2007.

## Verhaal
De Griffins verkopen alle spullen die ze niet langer meer nodig hebben. Brian verkoopt hierbij per ongeluk Rupert de teddybeer van Stewie. Brian en Stewie gaan dan nog naar de winkel om een nieuwe te kopen, maar Stewie mist zijn Rupert te veel.
Ondertussen probeert Peter met zijn auto over een rij van andere auto's te springen. Het lukt hem echter niet en door zijn stomme actie wordt zijn rijbewijs ingenomen door Joe. Door dit conflict moet Meg Peter overal naartoe rijden met de auto. Peter probeert Meg hierbij te irriteren door haar haar in brand te steken. Meg wordt echter zo boos dat ze tegen een andere auto aanbotst. Als de bestuurder van de andere auto boos uitstapt, slaat Meg hem in elkaar. Peter is zo trots op Meg dat hij haar verder met rust laat.
Ondertussen zijn Brian en Stewie erachter gekomen wie de teddybeer heeft gekocht, de man blijkt in Quahog te wonen. Eenmaal bij het huis aangekomen komen ze erachter dat de man is verhuisd naar Aspen. Brian en Stewie besluiten dan naar Aspen te gaan. Onderweg huren ze huren een helikopter, maar storten halverwege neer. Tot hun verbazing zijn ze neergestort voor de ingang van de stad. De koper blijkt de teddybeer voor zijn zoon te hebben gekocht. Het jongetje dat de teddybeer nu heeft wil hem echter niet afstaan. Daarop besluiten ze een ski-wedstrijd organiseren: Als hij wint, dan krijgt hij Brian; als Stewie wint, krijgt hij de teddybeer weer terug. Stewie speelt vals door raketten in zijn ski's te installeren. Hij lijkt op de overwinning af te gaan, maar crasht tegen een boom. Het jongetje staat inmiddels al bij de finish van het parcours. De butler van Stewie gooit snel koffie in de ogen van het jongetje, waardoor het jongetje de teddybeer laat vallen. Stewie pakt snel de teddybeer en rent weg. De twee realiseren zich dan dat het een heel eind terug is naar Quahog. Ze besluiten om een auto te stelen, en daarmee naar Quahog te rijden.
Peter krijgt ondertussen zijn rijbewijs weer terug van Joe. Meg is bang dat Peter haar weer zal pesten, Peter zegt hierop dat hij haar alleen zal pesten in bijzijn van familie, om zijn reputatie te behouden.